# 新しい台湾の文学
新しい台湾の文学（あたらしいたいわんのぶんがく）は、国書刊行会が1999年3月より刊行している台湾文学の叢書。

## 刊行リスト
- 李昂 - 『迷いの園』 （1999年3月）
- 短編集『台北ストーリー』（タイペイストーリー）白先勇、朱天文、張系国（1999年6月）
- 朱天心 - 『古都』 （2000年6月）
- 短編集『鹿港からきた男』（ルーカンからきたおとこ）黄春明、宋沢莱、王禎和、王拓（2001年6月）
- 短編集『客家の女たち』（ハッカのおんなたち）鍾理和、彭小妍、呉錦発、鍾鉄民、李喬（2002年4月）
- 施叔青 - 『ヴィクトリア倶楽部』 （2002年11月）
- 李昂 - 『自伝の小説』 （2004年10月）
- 李喬 - 『寒夜』 （2005年12月）
- 白先勇 - 『孽子』（げっし） （2006年4月）
- 朱天文 - 『荒人手記』 （2006年12月）
- 張系国 - 『星雲組曲』 （2007年5月）
- 白先勇 - 『台北人』 （2008年5月）